# أرقام الهاتف في اليمن
أرقام الهاتف في اليمن، الرمز الدولي (+967)، الهواتف المحمولة مكونة من تسعه أرقام ويبتدِئ بالرقم 7 مثل 7xxxxxxxx)، وبالنسبة لأرقام الهواتف الثابتة كالتالي تبدأ بمفتاح المدينة مثل مدينة صنعاء (01xxxxxx) ويحذف الصفر عند الإتصال الدولي مثل 009671x، خطة ترقيم الهواتف في اليمن على.

## هواتف المدن
الهواتف الثابتة تبدأ بمفتاح المدينة مثل: (01xxxxxx) ويحذف الصفر عند الاتصال الدولي مثل (+967-1).
| المدن                          | مفتاح المحافظة |
| ------------------------------ | -------------- |
| صنعاء وأمانة العاصمة           | 01             |
| لحج - أبين - عدن - الضالع      | 02             |
| الحديدة - ريمة                 | 03             |
| تعز - إب                       | 04             |
| شبوة - المهرة - حضرموت - سقطرى | 05             |
| الجوف - مأرب - البيضاء - ذمار  | 06             |
| عمران - حجة - صعدة - المحويت   | 07             |

## الهواتف المحمولة
| الشركة           | النوع     | رقم النقال | رمز الهاتف |
| ---------------- | --------- | ---------- | ---------- |
| يمن موبايل       | هاتف نقال | X-XXX-XXX  | 77         |
| يمن موبايل       | هاتف نقال | X-XXX-XXX  | 78         |
| سبأفون صنعاء     | هاتف نقال | X-XXX-XXX  | 71         |
| سبافون عدن       | هاتف نقال | XXX-XXX    | 718        |
| سبافون فورجي عدن | هاتف نقال | XXX-XXX    | 722        |
| يو               | هاتف نقال | X-XXX-XXX  | 73         |
| واي              | هاتف نقال | X-XXX-XXX  | 70         |
| يمن فورجي        | هاتف نقال | X-XXX-XXX  | 10         |